# Nanuca
Genre
Synonymes
- Dondice Er. Marcus, 1958[1]

Nanuca est un genre de mollusques nudibranches de la famille des Myrrhinidae. Ce genre contient l'ancien genre Dondice (à l'exception de Nemesignis banyulensis). 

## Liste d'espèces
Selon World Register of Marine Species (26 septembre 2021) :
- Nanuca galaxiana (Millen & Hermosillo, 2012)
- Nanuca occidentalis (Engel, 1925)
- Nanuca parguerensis (Brandon & Cutress, 1985)
- Nanuca sebastiani Er. Marcus, 1957
- Nanuca trainitoi (Furfaro & Mariottini, 2020)